# Circonscription autonomique de Saragosse
Ne doit pas être confondu avec Circonscription électorale de Saragosse.
La circonscription électorale de Saragosse est l'une des trois circonscriptions électorales d'Aragon pour les élections aux Cortes d'Aragon.
Elle correspond géographiquement à la province de Saragosse.

## Synthèse
| CDS         |       | 1  | 3  |    |    |    |    |    |    |    |    |    |  |  |
| AP & alliés |       | 7  | 5  |    |    |    |    |    |    |    |    |    |  |  |
| IU          |       | 1  | 1  | 2  | 3  | 1  | 1  | 1  | 2  | 1  | 1  | 1  |  |  |
| CHA         |       |    |    |    | 2  | 4  | 6  | 3  | 3  | 2  | 2  | 2  |  |  |
| PSOE        |       | 16 | 13 | 15 | 8  | 11 | 14 | 15 | 11 | 8  | 11 | 12 |  |  |
| PAR         |       | 7  | 11 | 9  | 7  | 4  | 3  | 4  | 2  | 2  | 1  |    |  |  |
| PP          |       |    |    | 7  | 13 | 14 | 11 | 12 | 17 | 11 | 8  | 15 |  |  |
| Podemos     |       |    |    |    |    |    |    |    |    | 8  | 3  | 1  |  |  |
| Cs          |       |    |    |    |    |    |    |    |    | 3  | 7  |    |  |  |
| Vox         |       |    |    |    |    |    |    |    |    |    | 2  | 4  |  |  |
|             |       |    |    |    |    |    |    |    |    |    |    |    |  |  |
| Total       | Total | 32 | 33 | 33 | 33 | 34 | 35 | 35 | 35 | 35 | 35 | 35 |  |  |

## Résultats détaillés

### 1983
| Parti     | Parti | Députés élus |
| --------- | ----- | --- |
| PSOE      |       | Ramón Sáinz de Varanda Jiménez de la Iglesia, José Antonio Biescas Ferrer, Alfredo Arola Blanquet, Alfonso Sáenz Lorenzo, Andrés Cuartero Moreno, Antonio Joaquín Piazuelo Plou, José Antonio Cid Felipe, Antonio Embid Irujo, María Jesús Quintín Gracia, Carlos Jesús Peruga Varela, Luis Fernando Juan García-Nieto Alonso, Antonio Sierra Pérez, Luis Carlos Piquer Jiménez, Alfredo Ignacio Medalón Mur, Ramón Tejedor, Enrique Bernad Royo |
| PAR       |       | Hipólito Gómez de las Roces, José María Mur Bernad, Emilio Eiroa, Javier Alvo Aguado, Juan Antonio Bolea Foradada, José Galindo Antón, Jesús Fernández Portillo |
| AP-PDP-UL |       | Rafael Zapatero González (AP), José María García Gil (AP), Mariano Alierta Izuel (PDP), Luisa Fernanda Rudi (AP), Andrés Esteban Sánchez (AP), Jesús Agustín Tremps (AP), José Luis Moreno Pérez-Caballero (PDP) |
| CDS       |       | José Luis Merino Hernández |
| PCE       |       | Adolfo Burriel Borque |

- Adolfo Burriel (PCE) est remplacé en juin 1983 par Antonio de las Casas Gil.
- José Galindo (PAR) est remplacé en juin 1983 par Adolfo Gajón Fatás.
- Hipólito Gómez de las Roces (PAR) est remplacé en juin 1983 par Pascual Villafranca Lafarga.
- José Antonio Biescas (PSOE) est remplacé en septembre 1983 par Eduardo Martín Bandrés Moliné.
- Ramón Sáinz de Varanda (PSOE) est remplacé en février 1985 par José Antonio García Llop.
- Luisa Fernanda Rudi (AP) est remplacée en juillet 1986 par José Antonio Yagüe Máñez.

### 1987
| Parti  | Parti | Députés élus |
| ------ | ----- | --- |
| PSOE   |       | Santiago Marraco, Alfonso Sáenz Lorenzo, Luis Fernando Juan García-Nieto Alonso, Antonio Sierra Pérez, Enrique López Domínguez, Ramón Tejedor, Alfredo Arola Blanquet, Enrique Bernad Royo, Ramón Núñez Diácono, Carlos Jesús Peruga Varela, Roberto Fernández García, José María Yubero Burillo, Jesús Martínez Herrera |
| PAR    |       | Hipólito Gómez de las Roces, José María Mur Bernad, Emilio Eiroa, Javier Alvo Aguado, Isabelo Alfonso Forcén Bueno, Carlos María Román Val-Carreras Guinda, Fernando Labena Gallizo, Ernesto Cuevas Gimeno, Carlos Gil Estrada, Andrés Esteban Sánchez, José Antonio Pérez Páramo                                        |
| AP     |       | Ángel Cristóbal Montes, José Enrique Rodríguez Furriel, Antonio Miguel Tomé Sebastián, Manuel Nivela Vicente, Alfredo Sánchez Sánchez |
| CDS    |       | José Luis Merino Hernández, Juan Bautista Monserrat Mesanza, Manuel Plaza Mayor |
| CAA-IU |       | Antonio de las Casas Gil |

- Santiago Marraco (PSOE) est remplacé en décembre 1987 par Francisco Javier Saez-Benito Ribera.
- Javier Alvo (PAR) est remplacé en février 1988 par María del Carmen Saura Sichar.
- José Rodríguez (AP) est remplacé en décembre 1988 par Eduardo Lacasa Godina.
- José María Mur (PAR) est remplacé en novembre 1989 par Pedro Sancho Revilla.
- Enrique López (PSOE) est remplacé en octobre 1990 par Miguel Ángel García San Martín.

### 1991
| Parti  | Parti | Députés élus |
| ------ | ----- | --- |
| PSOE   |       | José Marco, Antonio González Triviño, Alfonso Sáenz Lorenzo, Pilar de la Vega Cebrián, Alfredo Arola Blanquet, Ramón Tejedor, Antonio Sierra Pérez, Enrique Bernad Royo, María Inés Pociña Pérez, Carlos Jesús Peruga Varela, José María Yubero Burillo, Francisco Javier Saez-Benito Ribera, Eugenio Calleja Martínez, Elías Ramón Cebrián Torralba, Roberto Ortiz de Landázuri Solans |
| PAR    |       | Hipólito Gómez de las Roces, Emilio Eiroa, Juan Antonio Bolea Foradada, Joaquín Maggioni Casadevall, José Cruz Murillo Arruego, Fernando Labena Gallizo, Andrés Esteban Sánchez, Isabelo Alfonso Forcén Bueno, Norberto Caudevilla Arregui |
| PP     |       | Ángel Cristóbal Montes, José Urbieta Galé, Luis Navarro Elola, Emilio Gomáriz García, María Pilar Fierro Gasca, Sebastián Contín Pellicer, Jesús Pérez Laviña |
| CAA-IU |       | Adolfo Burriel Borque, Jesús Maestro Tejada |

- Antonio González (PSOE) est remplacé en avril 1994 par Pilar Saracíbar Moreno.
- José Marco (PSOE) est remplacé en janvier 1995 par Ángel Antonio Millán Martín.

### 1995
| Parti | Parti | Députés élus |
| ----- | ----- | --- |
| PP    |       | Santiago Lanzuela, Ángel Cristóbal Montes, Rafael Zapatero González, Gustavo Alcalde, Carlos Queralt Solari, José Urbieta Galé, María Pilar Fierro Gasca, Fernando Martín Minguijón, Luis Navarro Elola, Sebastián Contín Pellicer, Alfredo Sánchez Sánchez, Ramón Moreno Bustos, Ignacio Palazón Español |
| PSOE  |       | Luis Carlos Piquer Jiménez, Ramón Tejedor, Antonio Calvo Lasierra, Marcelino Artieda García, Carlos María Tomás Navarro, Roberto Ortiz de Landázuri Solans, Martín Llanas Gaspar, José Antonio García Llop                                                                                                |
| PAR   |       | Emilio Eiroa, Hipólito Gómez de las Roces, Juan Antonio Bolea Foradada, Fernando Labena Gallizo, Manuel Escolá Hernando, Norberto Caudevilla Arregui, José María Bescós Ramón |
| IU    |       | Jesús Lacasa Vidal, María Carmen Milagros Sánchez Bellido, José Francisco Mendi Forniés |
| CHA   |       | Chesús Bernal Bernal, Chesús Yuste Cabello |

- Fernando Labena (PAR) est remplacé en septembre 1995 par Antonio Laguarta Laguarta.
  - Antonio Laguarta (PAR) est remplacé en avril 1997 par María Blanca Blasco Nogués.
- Gustavo Alcalde (PP) est remplacé en mars 1996 par Luis Martínez Lahílla.
  - Luis Martínez (PP) est remplacé en mai 1998 par José Vicente Lacasa Azlor.
- Luis Navarro (PP) est remplacé en mars 1996 par Eva María Arruego Perena.
- Ramón Moreno (PP) est remplacé en mars 1996 par Manuel Guedea Martín.
- Rafael Zapatero (PP) est remplacé en mai 1997 par Juan Antonio Falcón Blasco.
- Carlos Piquer (PSOE) est remplacé en novembre 1997 par José María Yubero Burillo.
- José García (PSOE) est remplacé en mai 1998 par Eduardo José Alonso Lizondo.
- Carlos Tomás (PSOE) est remplacé en mai 1998 par Elías Ramón Cebrián Torralba.
- Manuel Escolá (PAR) est remplacé en octobre 1998 par Luis Javier Sagarra de Moor.

### 1999
| Parti | Parti | Députés élus |
| ----- | ----- | --- |
| PP    |       | Santiago Lanzuela, Ángel Cristóbal Montes, Rosa Plantagenet-Whyte Pérez, Gustavo Alcalde, Susana Cobos Barrio, Ignacio Palazón Español, José Vicente Lacasa Azlor, Vicente Bielza de Ory, José Urbieta Galé, Vicente Atarés Martínez, Sebastián Contín Pellicer, Yolanda Juarros Lafuente, Manuel Guedea Martín, Alfredo Sánchez Sánchez |
| PSOE  |       | Marcelino Iglesias, Eduardo José Alonso Lizondo, Francisco Catalá Pardo, Encarnación Mihi Tenedor, Pedro Luis García Villamayor, María Ángeles Ortíz Álvarez, Antonio Joaquín Piazuelo Plou, María Milagros Trasobares Serrano, Daniel Alastuey Lizáldez, José Antonio García Llop, Mercedes Gallizo Llamas                              |
| CHA   |       | Chesús Bernal Bernal, Chesús Yuste Cabello, Yolanda Echeverría Gorospe, José Antonio Labordeta |
| PAR   |       | José María Mur Bernad, Emilio Eiroa, María Blanca Blasco Nogués, Javier Allué Sus |
| IU    |       | Jesús Lacasa Vidal |

- Santiago Lanzuela (PP) est remplacé en mars 2000 par Juan Antonio Falcón Blasco.
- Mercedes Gallizo (PSOE) est remplacée en mars 2000 par Marcelino Artieda García.
- José Antonio Labordeta (CHA) est remplacé en mars 2000 par Gonzalo González Barbod.
- José Lacasa (PP) est remplacé en mai 2000 par Carlos Queralt Solari.
- Emilio Eiroa (PAR) est remplacé en juin 2002 par José María Bescós Ramón.

### 2003
| Parti | Parti | Députés élus |
| ----- | ----- | --- |
| PSOE  |       | Marcelino Iglesias, Ana María Fernández Abadía, Eduardo Martín Bandrés Moliné, Ana Cristina Vera Laínez, Eduardo José Alonso Lizondo, Encarnación Mihi Tenedor, Carlos María Tomás Navarro, Antonio Joaquín Piazuelo Plou, María Ángeles Ortíz Álvarez, Francisco Catalá Pardo, Ana María García Mainar, Javier Sada, Carlos Javier Álvarez Andújar, María Carmen Sánchez Pérez |
| PP    |       | Gustavo Alcalde, Fernando Martín Minguijón, Ángel Cristóbal Montes, Rosa Plantagenet-Whyte Pérez, Antonio Suárez Oriz, Manuel Guedea Martín, Octavio López Rodríguez, Susana Cobos Barrio, Vicente Atarés Martínez, José María Moreno Bustos, Ricardo Canals Lizano |
| CHA   |       | Chesús Bernal Bernal, José Antonio Acero Gil, Yolanda Echeverría Gorospe, Chesús Yuste Cabello, Gonzalo González Barbod, María Nieves Ibeas Vuelta |
| PAR   |       | Alfredo Valeriano Boné Pueyo, María Teresa Perales Fernández, Javier Allué Sus |
| IU    |       | Adolfo Barrena Salces |

- José Antonio Acero (CHA) est remplacé en juillet 2003 par Pedro Lobera Díaz.
- Octavio López (PP) est remplacé en octobre 2005 par María del Carmen Lázaro Alcay.
- Teresa Perales (PAR) est remplacée en février 2006 par Ana María de Salas Giménez de Azcárate.
- Eduardo Bandrés (PSOE) est remplacé en juin 2006 par Pedro García Ruiz.

### 2007
| Parti | Parti | Députés élus |
| ----- | ----- | --- |
| PSOE  |       | Marcelino Iglesias, Ana María Fernández Abadía, Eduardo José Alonso Lizondo, Ana Cristina Vera Laínez, Antonio Joaquín Piazuelo Plou, Carlos María Tomás Navarro, María Ángeles Ortíz Álvarez, Javier Sada, Ana María García Mainar, Jesús Sarría Contín, Ricardo Berdié Paba, María Carmen Sánchez Pérez, Isabel Teruel Cabrero, Pedro García Ruiz, María Pilar Palacín Miguel |
| PP    |       | Gustavo Alcalde, Antonio Suárez Oriz, Rosa Plantagenet-Whyte Pérez, Ricardo Canals Lizano, María Antonia Avilés Perea, José Ignacio Senao Gómez, Fernando Martín Minguijón, Manuel Guedea Martín, María Pilar Fierro Gasca, María Felisa Rodríguez Zamarguilea, Joaquín Salvo Tambo, Pedro Navarro López                                                                        |
| PAR   |       | José Ángel Biel, Alfredo Valeriano Boné Pueyo, Javier Allué Sus, Ana María de Salas Giménez de Azcárate |
| CHA   |       | Chesús Bernal Bernal, María Nieves Ibeas Vuelta, Chesús Yuste Cabello |
| IU    |       | Adolfo Barrena Salces |

- Ana Fernández (PSOE) est remplacée en juillet 2007 par Carlos Javier Álvarez Andújar.
- Jesús Sarría (PSOE) est remplacé en novembre 2010 par María Asunción López Palacín.

### 2011
| Parti | Parti | Députés élus |
| ----- | ----- | --- |
| PP    |       | Luisa Fernanda Rudi, Luis María Beamonte Mesa, Rosa Plantagenet-Whyte Pérez, Antonio Suárez Oriz, Modesto Lobón Sobrino, Dolores Serrat Moré, Ricardo Canals Lizano, José Antonio Leciñena Martínez, María Teresa Arciniega Arroyo, Jorge Garasa Moreno, Javier Campoy Monreal, Joaquín Salvo Tambo, José Manuel Cruz León, Nuria Loris Sánchez, María del Mar Vaquero Periánez, Eduardo Peris Millán, Ramón Celma Escuín |
| PSOE  |       | Eva Almunia, Javier Lambán, Ana María Fernández Abadía, Florencio García Madrigal, Alfonso Vicente Barra, Ana Cristina Vera Laínez, Eduardo José Alonso Lizondo, Carlos María Tomás Navarro, María Carmen Sánchez Pérez, Javier Sada, José María Becerril Gutiérrez |
| CHA   |       | María Nieves Ibeas Vuelta, José Luis Soro Domingo, Gregorio Jesús Briz Sánchez |
| PAR   |       | Alfredo Valeriano Boné Pueyo, Manuel Lorenzo Blasco Nogués |
| IU    |       | Adolfo Barrena Salces, Ana Patricia Luquin Cabello |

- Luis María Beamonte (PP) est remplacé en septembre 2011 par María Ángeles Orós Lorente.
- Antonio Leciñena (PP) est remplacé en septembre 2011 par Ignacio Herrero Asensio.
- Ricardo Canals (PP) est remplacé en février 2012 par Ana Matilde Martínez Sáenz.
- Nieves Ibeas (CHA) est remplacée en janvier 2014 par Carmen Martínez Romances.
- Joaquín Salvo (PP), mort en fonction, est remplacé en mai 2014 par María del Carmen Lázaro Alcay.

### 2015
| Parti      | Parti | Députés élus |
| ---------- | ----- | --- |
| PP         |       | Luisa Fernanda Rudi, Luis María Beamonte Mesa, Dolores Serrat Moré, Antonio Suárez Oriz, Modesto Lobón Sobrino, Javier Campoy Monreal, Rosa Plantagenet-Whyte Pérez, Fernando Ledesma Gelas, María del Mar Vaquero Periánez, Ramón Celma Escuín, María Ángeles Orós Lorente |
| PSOE       |       | Javier Lambán, Pilar Alegría, Javier Sada, Pilar Marimar Zamora Mora, Darío Villagrasa Villagrasa, Leticia Soria Sarnago, Florencio García Madrigal, Isabel García Muñoz |
| Podemos    |       | Pablo Echenique, Violeta Barba, Nacho Escartín, Maru Díaz, Román Alberto Sierra Barreras, Amparo Bella Rando, Carlos Gamarra Ezquerra, Itxaso Cabrera Gil |
| Ciudadanos |       | Susana Gaspar Martínez, José Javier Martínez Romero, José Luis Juste Aznar |
| PAR        |       | Arturo Aliaga López, María Elena Allué de Baro |
| CHA        |       | José Luis Soro Domingo, Gregorio Jesús Briz Sánchez |
| IU         |       | Ana Patricia Luquin Cabello |

- José Luis Soro (CHA) est remplacé en juillet 2015 par Carmen Martínez Romances.
- Luisa Fernanda Rudi (PP) est remplacée en octobre 2015 par Eduardo Peris Millán.
- José Luis Juste (Cs) est remplacé en mai 2016 par Desirée Pescador Salueña.
- Pablo Echenique (Podemos) est remplacé en septembre 2017 par Raúl Gay Navarro.

### 2019
| Parti      | Parti | Députés élus |
| ---------- | ----- | --- |
| PSOE       |       | Javier Lambán, Marta Gascón Menal, Javier Sada, Pilar Marimar Zamora Mora, Darío Villagrasa Villagrasa, Leticia Soria Sarnago, Carlos Pérez Anadón, Isabel García Muñoz, Sergio Ortíz Gutiérrez, Ana María Arellano Badia, Óscar Galeano |
| PP         |       | Luis María Beamonte Mesa, María del Mar Vaquero Periánez, Javier Campoy Monreal, María Ángeles Orós Lorente, Ramón Celma Escuín, Sebastián Contín Trillo-Figueroa, Ana Cristina Sainz Martínez, Pilar Cortés Bureta                      |
| Ciudadanos |       | Daniel Pérez Calvo, Susana Gaspar Martínez, José Luis Saz Casado, Elisa Sacacia Larrayad, José Javier Martínez Romero, Beatriz García González, Carlos Trullén Calvo                                                                     |
| Podemos    |       | Maru Díaz, Nacho Escartín, Itxaso Cabrera Gil |
| CHA        |       | José Luis Soro Domingo, Isabel Lasobras Pina |
| Vox        |       | Santiago Morón Sanjuan, Marta Fernández Martín |
| PAR        |       | Arturo Aliaga López |
| IU         |       | Álvaro Sanz Remón |

- Isabel García (PSOE) ne siège pas et est remplacée dès l'ouverture de la législature par Beatriz Sánchez Garcés.
- Maru Díaz (Podemos) est remplacée en septembre 2019 par Raúl Gay Navarro.
  - Raúl Gay (Podemos) est remplacé en novembre 2020 par Vanesa Carbonell Escudero.
- José Luis Soro (CHA) est remplacé en septembre 2019 par Gregorio Jesús Briz Sánchez.
- Sebastián Contín (PP) est remplacé en novembre 2020 par Fernando Ledesma Gelas.

### 2023
| Parti   | Parti | Députés élus |
| ------- | ----- | --- |
| PP      |       | Jorge Azcón, María del Mar Vaquero Periánez, Ramón Celma Escuín, María Navarro Viscasillas, Luis María Beamonte Mesa, Claudia Pérez Forniés, Roberto Bermúdez de Castro, Javier Campoy Monreal, María Elena Allué de Baro, María del Rocío Dívar Conde, Fernando Ledesma Gelas, Carmen Herrarte Cajal, Juan Pablo Artero Muñoz, Luis José Arrechea Silvestre, Susana Gaspar Martínez |
| PSOE    |       | Javier Lambán, Marta Gascón Menal, Daniel Alastuey Lizáldez, Carmen Dueso Mateo, Darío Villagrasa Villagrasa, Pilar Marimar Zamora Mora, Carlos Pérez Anadón, Leticia Soria Sarnago, Sergio Ortíz Gutiérrez, Beatríz Sánchez Garcés, Óscar Galeano, Ana María Arellano Badia |
| Vox     |       | Santiago Morón Sanjuan, Marta Fernández Martín, María Carmen Rouco Laliena, Juan Francisco Vidal Jiménez-Alfaro |
| CHA     |       | José Luis Soro Domingo, Isabel Lasobras Pina |
| Podemos |       | Maru Díaz |
| IU      |       | Álvaro Sanz Remón |

- Maru Díaz (Podemos) ne siège pas et est remplacée dès l'ouverture de la législature par Andoni Corrales Palacio.
- Luis María Beamonte (PP) est remplacé le 8 septembre 2023 par Susana Cobos Barrio.
- Javier Campoy (PP) est remplacé le 8 septembre 2023 par José Luis Bancalero Flores.
- Rocío Dívar (PP) est remplacée le 8 septembre 2023 par Eduardo Gallart Monzón.
- Javier Lambán (PSOE) est remplacé le 28 septembre 2023 par Juana Teresa Guilleme Canales.